# Associazione Sportiva Orizzonte Catania 2016-2017

## Rosa
| N° |                   | Ruolo | Giocatore          |
| -- | ----------------- | ----- | ------------------ |
|    | Serbia (bandiera) | P     | Vladana Jovetic    |
|    | Italia (bandiera) | P     | Flavia Schillaci   |
|    | Italia (bandiera) | D     | Giulia Buccheri    |
|    | Italia (bandiera) | D     | Francesca Musumeci |
|    | Italia (bandiera) | D     | Giulia Aiello      |
|    | Italia (bandiera) | A     | Arianna Garibotti  |
|    | Italia (bandiera) | A     | Sofia Lombardo     |

| N° |                   | Ruolo | Giocatore          |
| -- | ----------------- | ----- | ------------------ |
|    | Italia (bandiera) | A     | Claudia Marletta   |
|    | Italia (bandiera) | A     | Roberta Grillo     |
|    | Italia (bandiera) | A     | Isabella Riccioli  |
|    | Italia (bandiera) | A     | Roberta Santapaola |
|    | Canada (bandiera) | A     | Monika Eggens      |
|    | Italia (bandiera) | CB    | Valeria Palmieri   |
|    | Italia (bandiera) | CB    | Giorgia Amadeo     |

| Allenatore: | Martina Miceli |

## Mercato
| Acquisti | Acquisti          | Acquisti          | Acquisti |
| R.       | Nome              | da                |          |
| -------- | ----------------- | ----------------- | -------- |
| P        | Vladana Jovetic   | Novi Belgrado 011 |          |
| A        | Arianna Garibotti | Messina           |          |
| A        | Monika Eggens     | Olympiakos        |          |

| Cessioni | Cessioni        | Cessioni      | Cessioni |
| R.       | Nome            | a             |          |
| -------- | --------------- | ------------- | -------- |
| D        | Emily Greenwood | fine rapporto |          |
| A        | Tania Di Mario  | fine attività |          |